# Seznam čeledí motýlů

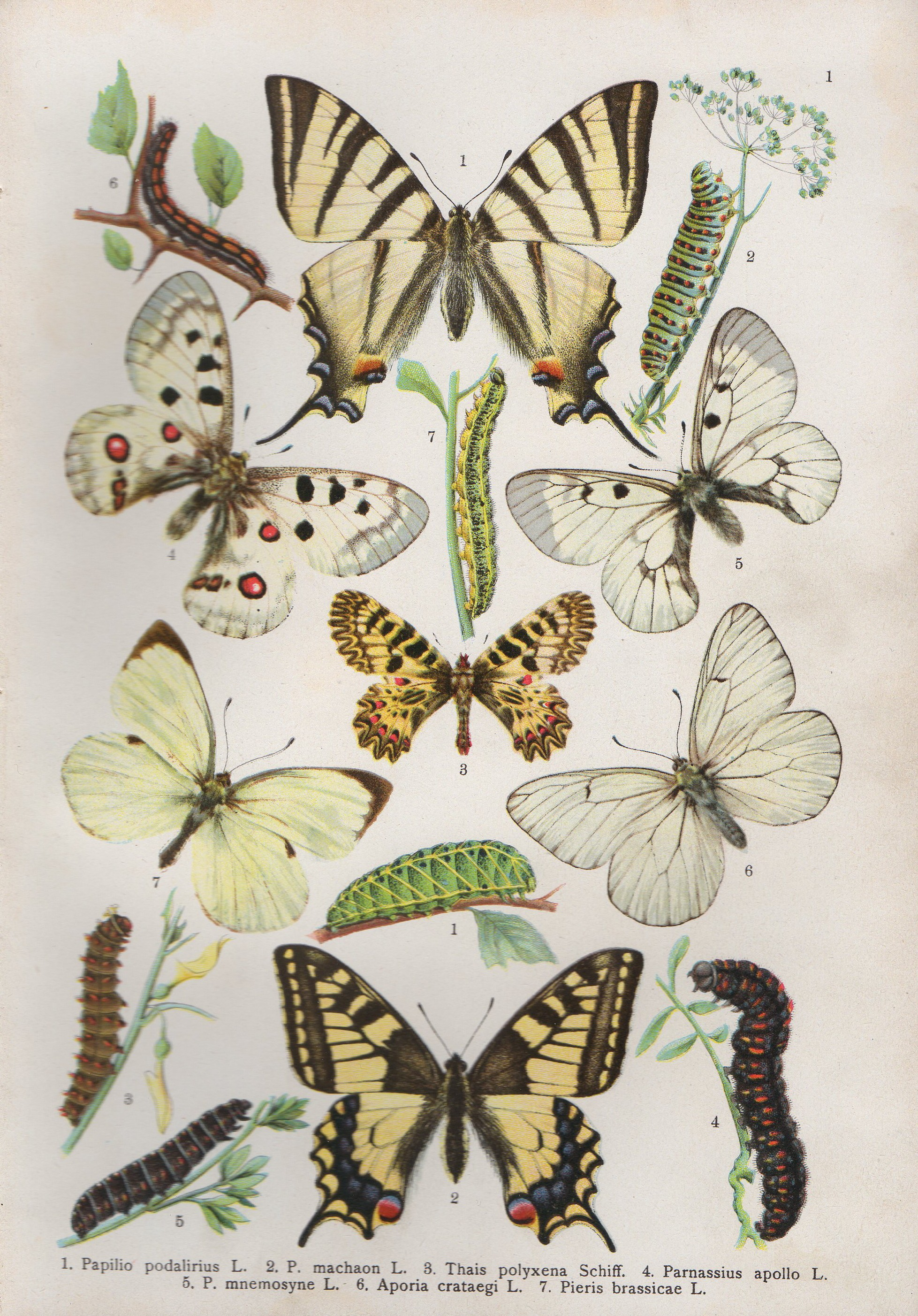
Joukl – Motýlové a housenky Tab. 1

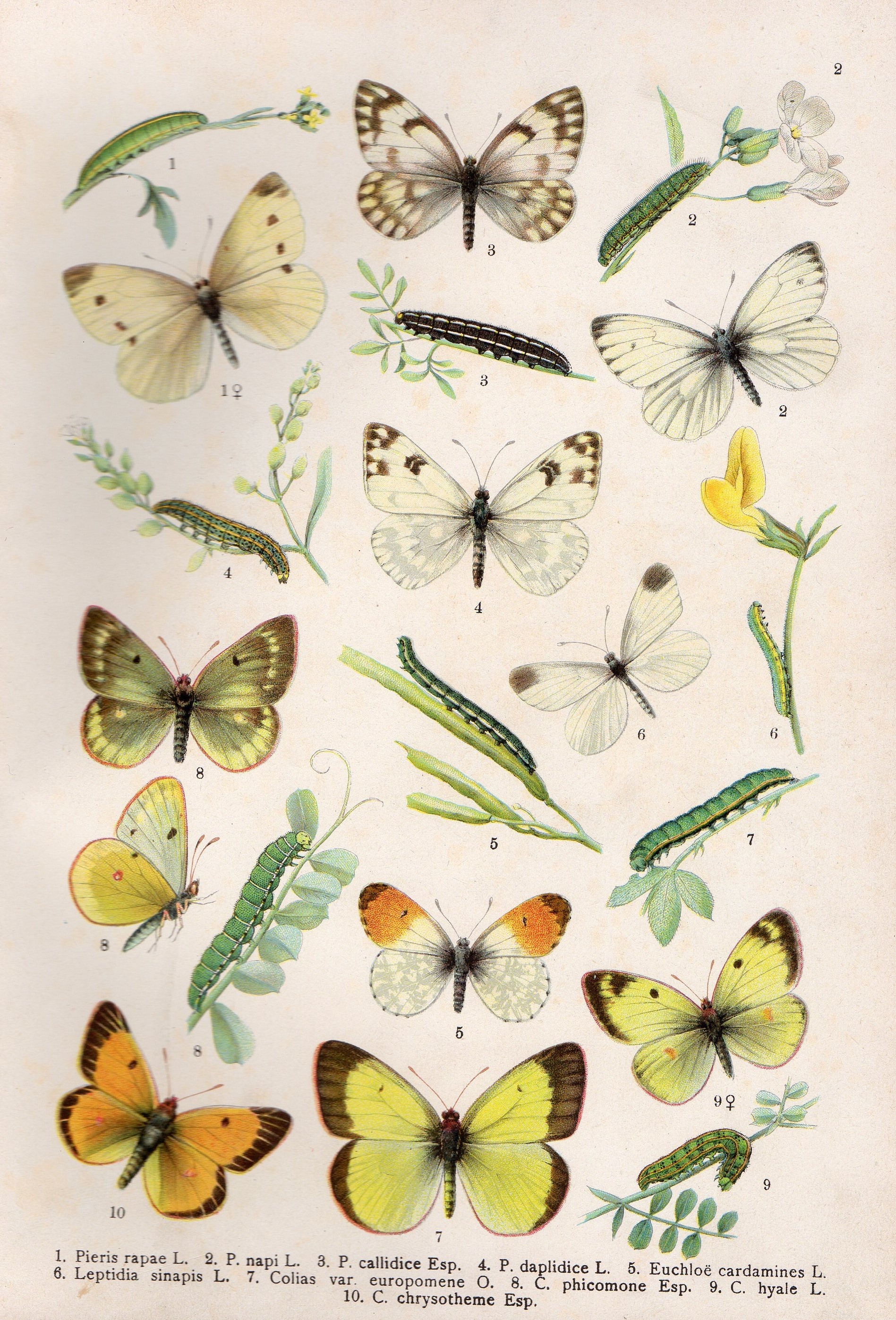
Joukl – Motýlové a housenky Tab. 2

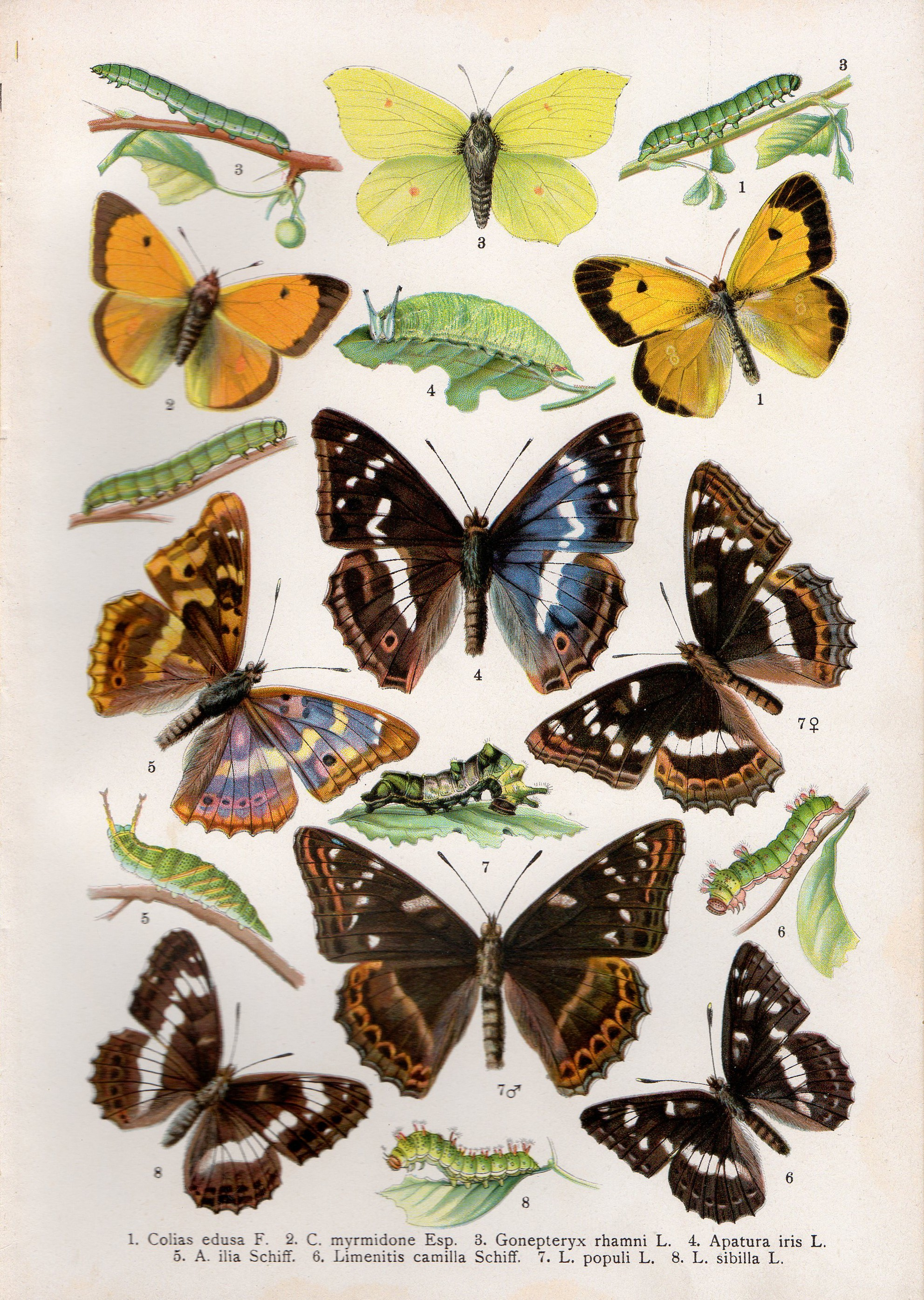
Joukl – Motýlové a housenky Tab. 3

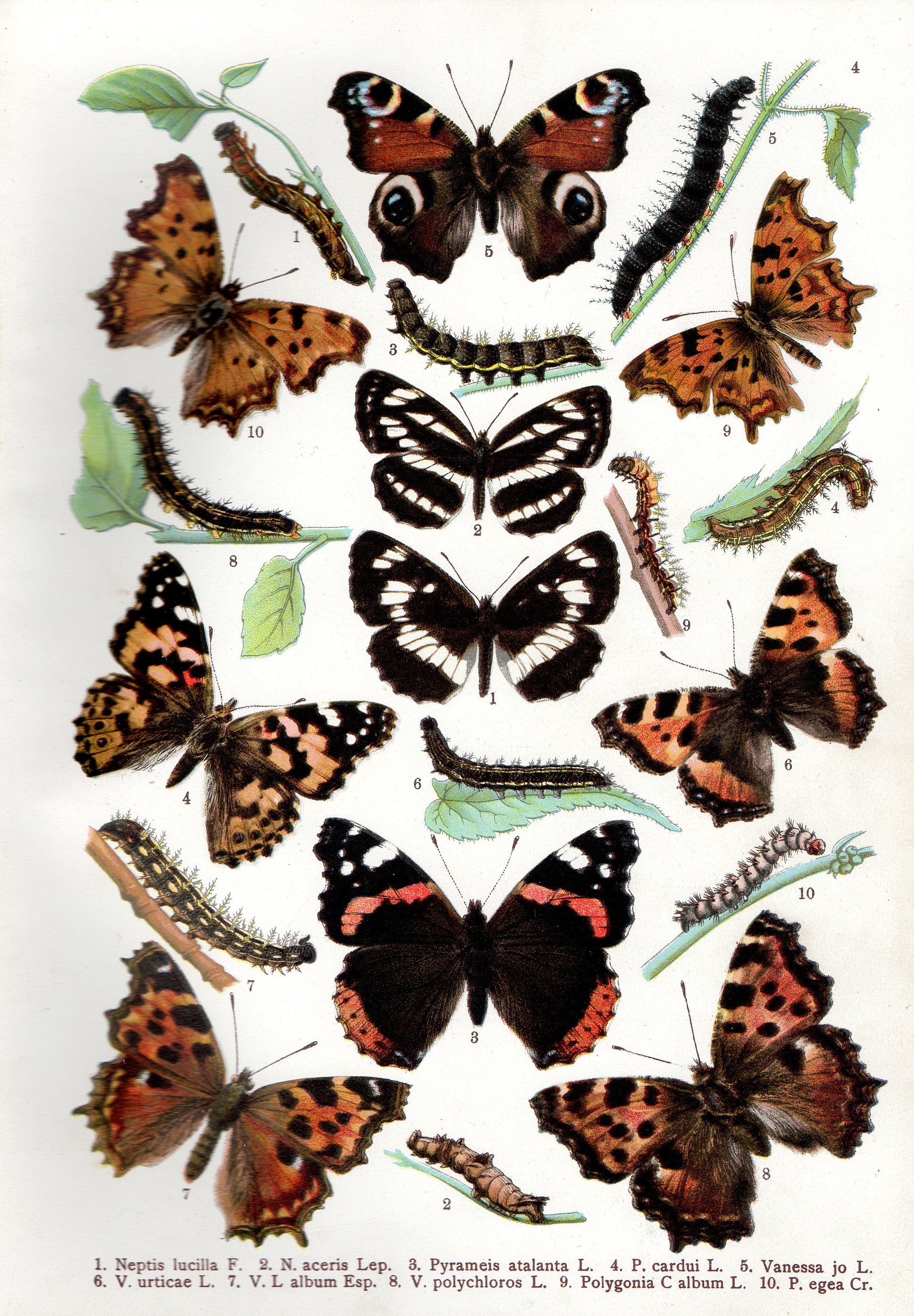
Joukl – Motýlové a housenky Tab. 4

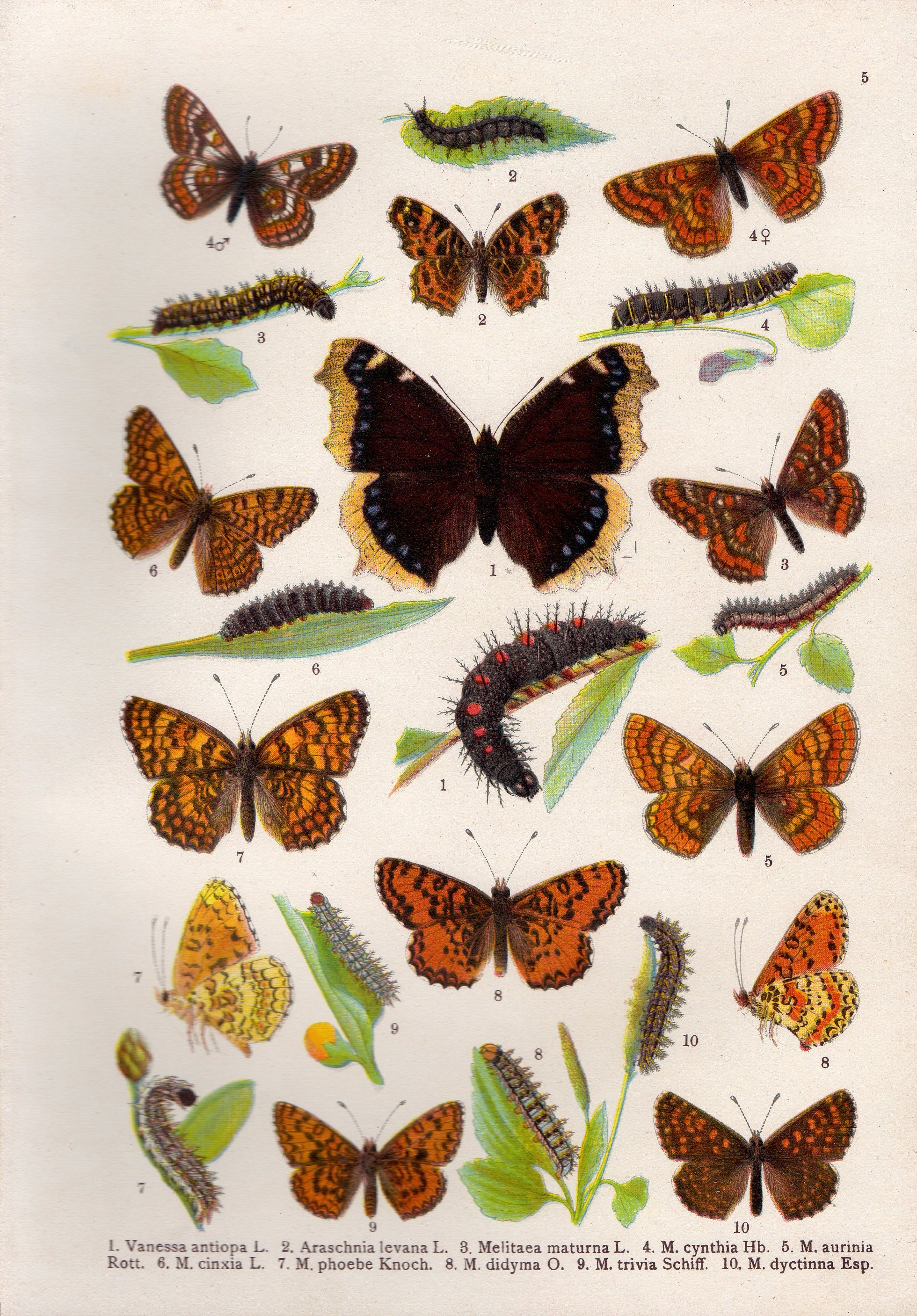
Joukl – Motýlové a housenky Tab. 5

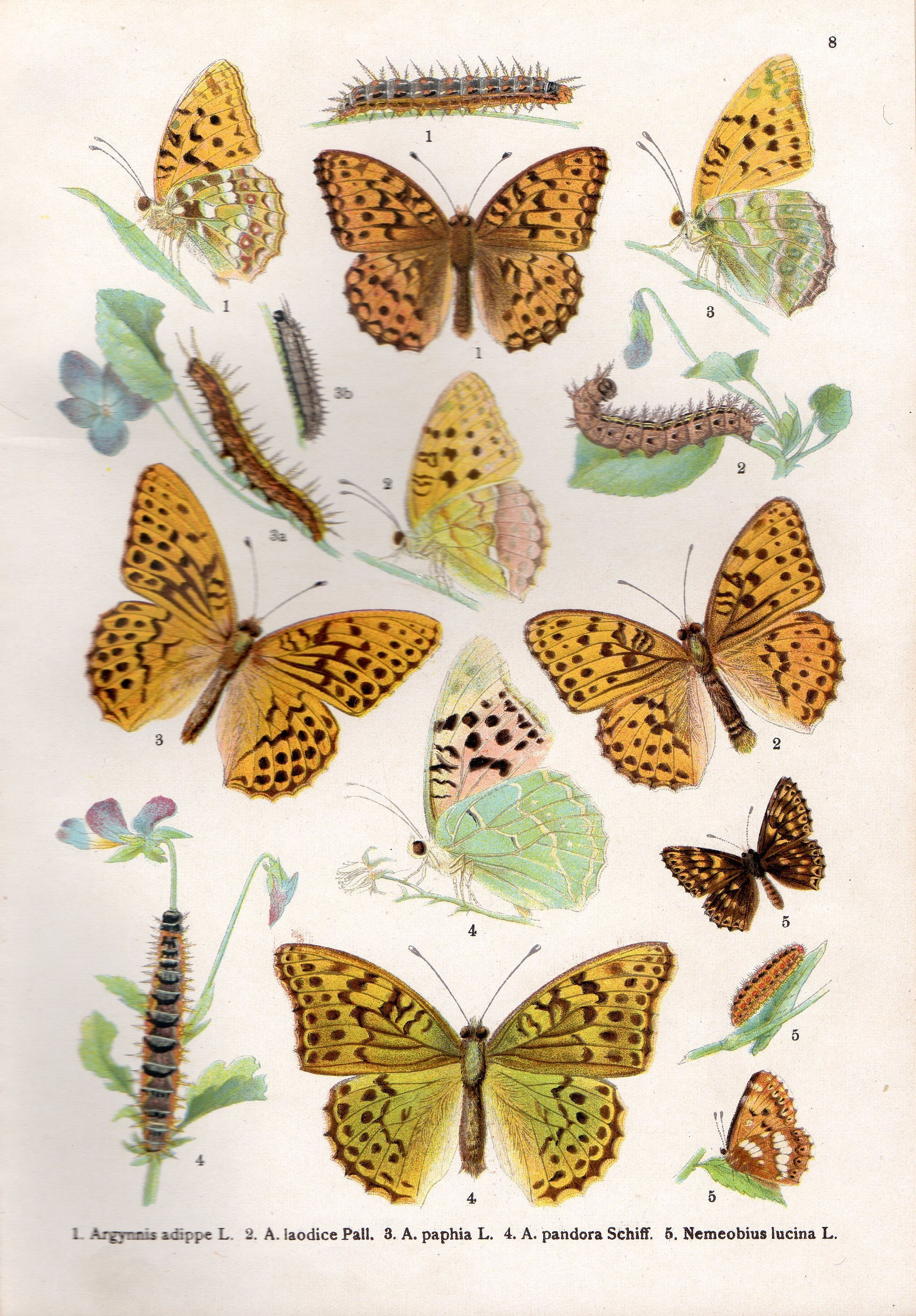
Joukl – Motýlové a housenky Tab. 8

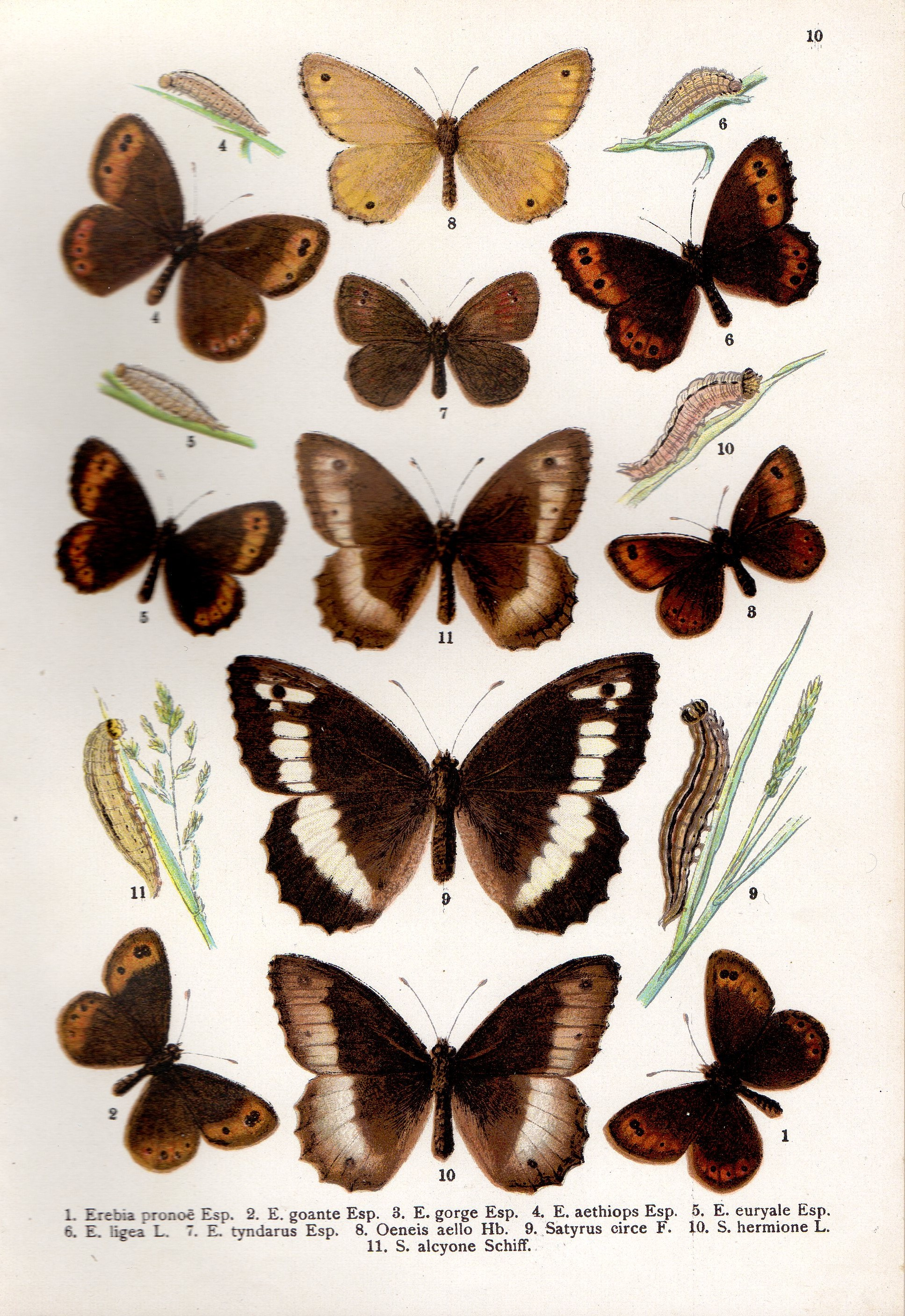
Joukl – Motýlové a housenky Tab. 10

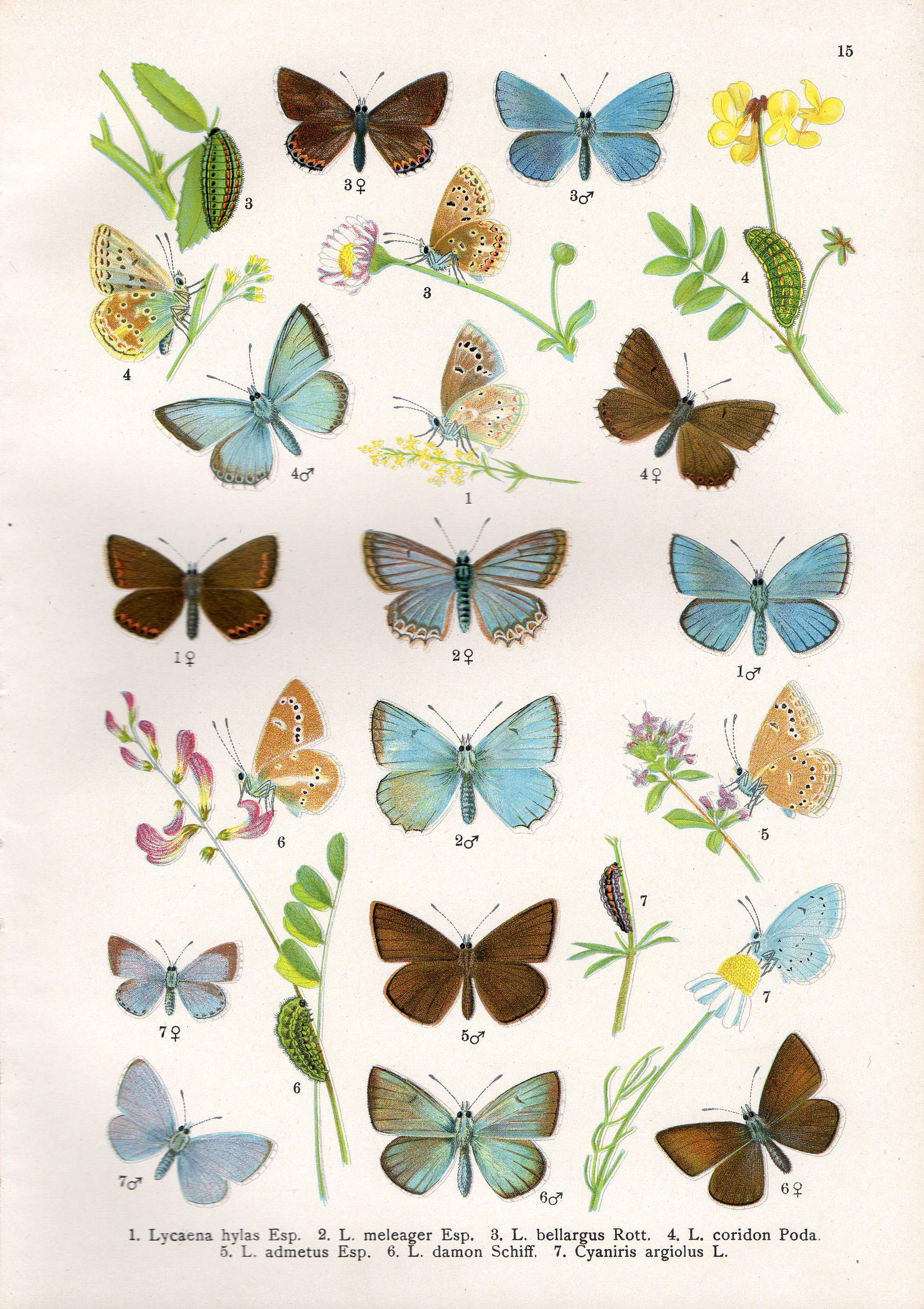
Joukl – Motýlové a housenky Tab. 15

Seznam čeledí motýlů klasifikuje řád Lepidoptera (motýli) do úrovně čeledí.
Řád Lepidoptera (motýli)
- Podřád Glossata
  - Infrařád Dacnonypha
    - Nadčeleď Eriocranioidea Bourgogne, 1949 
    - Nadčeleď Acanthopteroctetoidea Nielsen & Kristensen, 1996

  - Infrařád Exoporia I.F.B.Common, 1975 
    - Nadčeleď Hepialoidea

  - Infrařád Heteroneura
    - Falanx Monotrysia
      - Nadčeleď Nepticuloidea
        - Nepticulidae – drobníčkovití
        - Opostegidae – třásníčkovití

      - Nadčeleď Incurvarioidea
        - Heliozelidae – bronzovníčkovití
        - Adelidae – adélovití
        - Incurvariidae – kovovníčkovití
        - Prodoxidae – skvrnovníčkovití
        - Crinopterygidae

      - Nadčeleď Tischerioidea
        - Tischeriidae – minovníčkovití

    - Falanx Ditrysia
      - Nadčeleď Tineoidea
        - Tineidae – molovití
        - Eriocottidae
        - Psychidae Boisduval, 1829 nec Bigot, 1853 – vakonošovití
        - Lypusidae
        - Acrolophidae

      - Nadčeleď  Gracillarioidea
        - Bucculatricidae – chobotníčkovití
        - Roeslerstammiidae – mosazníčkovití
        - Douglasiidae – chvějivkovití
        - Gracillariidae – vzpřímenkovití

      - Nadčeleď  Yponomeutoidea
        - Yponomeutidae – předivkovití
        - Ypsolophidae – člunkovcovití
        - Plutellidae – zápředníčkovití
        - Acrolepiidae – molíkovití
        - Glyphipterigidae – klínovníčkovití
        - Heliodinidae
        - Bedelliidae
        - Lyonetiidae – podkopníčkovití

      - Nadčeleď  Gelechioidea
        - Ethmiidae – skvrnuškovití
        - Depressariidae – plochuškovití
        - Elachistidae – trávníčkovití
        - Scythrididae – smutníčkovití
        - Agonoxenidae – pupenovkovití
        - Oecophoridae – krásněnkovití
        - Coleophoridae – pouzdrovníčkovití
        - Deuterogoniidae
        - Cosmopterigidae – zdobníčkovití
        - Chimabachidae
        - Gelechiidae – makadlovkovití
        - Schistonoeidae
        - Lecithoceridae
        - Batrachedridae – borovníčkovití
        - Deoclonidae
        - Momphidae – vrbkovníčkovití
        - Blastobasidae – drsnohřbetkovití
        - Pterolonchidae
        - Autostichidae
        - Amphisbatidae

      - Nadčeleď  Cossoidea
        - Cossidae – drvopleňovití

      - Nadčeleď  Sesioidea
        - Brachodidae – stepníčkovití
        - Castniidae – kastniovití
        - Sesiidae – nesytkovití

      - Nadčeleď  Choreutoidea
        - Choreutidae – molovenkovití

      - Nadčeleď  Zygaenoidea
        - Epipyropidae
        - Limacodidae – slimákovcovití
        - Somabrachyidae
        - Zygaenidae – vřetenuškovití
        - Heterogynidae
        - Megalopygidae

      - Nadčeleď  Tortricoidea
        - Tortricidae – obalečovití

      - Nadčeleď  Alucitoidea
        - Alucitidae – pernatěnkovití

      - Nadčeleď  Pterophoroidea
        - Pterophoridae – pernatuškovití

      - Nadčeleď  Pyraloidea
        - Pyralidae – zavíječovití

      - Nadčeleď  Thyridoidea
        - Thyrididae – okenáčovití

      - Nadčeleď  Lasiocampoidea
        - Lasiocampidae – bourovcovití

      - Nadčeleď  Bombycoidea
        - Endromidae – strakáčovití
        - Saturniidae – martináčovití
        - Lemoniidae – pabourovcovití
        - Brahmaeidae – brahminovití
        - Sphingidae Latreille, 1802 – lišajovití
        - Mirinidae
        - Bombycidae – bourcovití

      - Nadčeleď  Hesperioidea
        - Hesperiidae – soumračníkovití

      - Nadčeleď  Papilionoidea
        - Papilionidae Latreille, 1802 – otakárkovití 
          - Parnassiinae – jasoni
          - Papilioninae Latreille, 1802 – otakárci

        - Pieridae – běláskovití
        - Nymphalidae Rafinesque, 1815 – babočkovití
        - Lycaenidae – modráskovití
        - Riodinidae – pestrobarvcovití

      - Nadčeleď  Drepanoidea
        - Drepanidae – srpokřídlecovití

      - Nadčeleď  Geometroidea
        - Geometridae – píďalkovití
        - Uraniidae – kometovití
        - Sematuridae

      - Nadčeleď  Noctuoidea
        - Notodontidae – hřbetozubcovití
        - Noctuidae – můrovití
        - Lymantriidae – bekyňovití
        - Pantheidae – běloskvrnkovití
        - Nolidae – drobnuškovití
        - Arctiidae – přástevníkovití

      - Nadčeleď  Calliduloidea
        - Callidulidae

      - Nadčeleď Cimelioidea
        - Cimeliidae

      - Nadčeleď Copromorphoidea
        - Carposinidae

      - Nadčeleď  Epermenioidea
        - Epermeniidae – zoubkovníčkovití

      - Nadčeleď Galacticoidea Dugdale et al., 1998
        - Galacticidae Minet, 1986

      - Nadčeleď Hedyloidea Scoble, 1986
        - Hedylidae Guenée, 1857

      - Nadčeleď Schreckensteinioidea
        - Schreckensteiniidae – malinovníčkovití

      - Nadčeleď Urodoidea
        - Urodidae